# Kjell Eugenio Laugerud García
Kjell Eugenio Laugerud García (24 gennaio 1930 – 9 dicembre 2009) è stato un generale e politico guatemalteco.
È stato il presidente del Guatemala dal luglio 1974 al luglio 1978. Era di origine norvegese.